# Cristina
Cristina là một đô thị thuộc bang Minas Gerais, Brasil. Đô thị này có diện tích 311,925 km², dân số năm 2007 là 10592 người, mật độ 34 người/km².